# 范德堡縣 (印地安納州)
范德堡县（英語：Vanderburgh County）是位於美国印第安纳州西南部的一個縣，南隔俄亥俄河與肯塔基州相望。面積611平方公里。根據2020年美國人口普查，共有人口180,136人。縣治埃文斯維爾（Evansville）。該縣成立於1818年1月7日，1818年2月1日生效；縣名紀念大陆军上校、西北領地議員、印第安纳领地法官亨利·范德堡。